# Cuisine galicienne

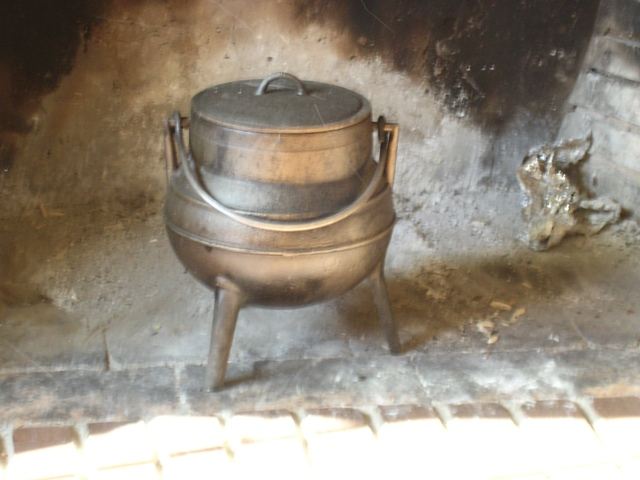
Le pote, un ustensile traditionnel.

La cuisine galicienne est la cuisine traditionnelle de la Galice, région du nord-ouest de la péninsule Ibérique, en Espagne. Elle partage avec la cuisine espagnole, la culture des tapas, l'utilisation de l'huile d'olive (bien qu'en moindre quantité) et des plats parfois pantagruéliques. De nombreuses fêtes gastronomiques sont organisées dans la région, généralement en été, et sont très prisées. De par son passé commun, elle partage également quelques spécialités culinaires avec le nord du Portugal. Certains mets ont traversé l'Atlantique et se retrouvent dans des pays comme l'Argentine, le Chili ou encore l'Uruguay.
En ce qui concerne le complexe culturel qui entoure l'alimentation en Galice, on peut citer l'hospitalité traditionnelle,, la coutume voulant que si l'on va manger chez une personne âgée, de préférence d'un milieu rural, celle-ci montre son garde-manger, la politesse consistant à offrir et à insister pour que l'invité n'ait aucun scrupule à manger en abondance, et il peut être considéré comme impoli de ne pas accepter ou de croire que c'est un signe de faiblesse dû à la maladie. 

## Caractéristiques
Les fruits de mer sont l’un des éléments les plus importants de la cuisine galicienne. Cultivés dans les zones côtières, leur qualité et leur richesse biologique sont reconnues mondialement. Parmi les variétés les plus célèbres de la région, le pouce-pied (percebe en galicien) et la coquille Saint-Jacques (vieira en galicien), nommée ainsi car elle est le symbole du pèlerinage de la ville de Saint-Jacques-de-Compostelle, capitale de la Galice. La pomme de terre est également un aliment de base, appelée cachelo ou pataca. Arrivée peu après la découverte du continent américain, elle remplaça la châtaigne et s'imposa dans de nombreux plats.

### Tapas
Les tapas galiciennes, aussi appelées petiscos et généralement gratuites ou à bas prix, sont servies en accompagnement d'un verre de vin ou de bière. On y retrouve toutes les spécialités de la région, ce qui en fait une vitrine gastronomique pour le visiteur étranger.
Les plus connues sont celles à base de fruits de mer, d'empanada ou de produits typiques comme les piments de Padrón.

### Spécialités

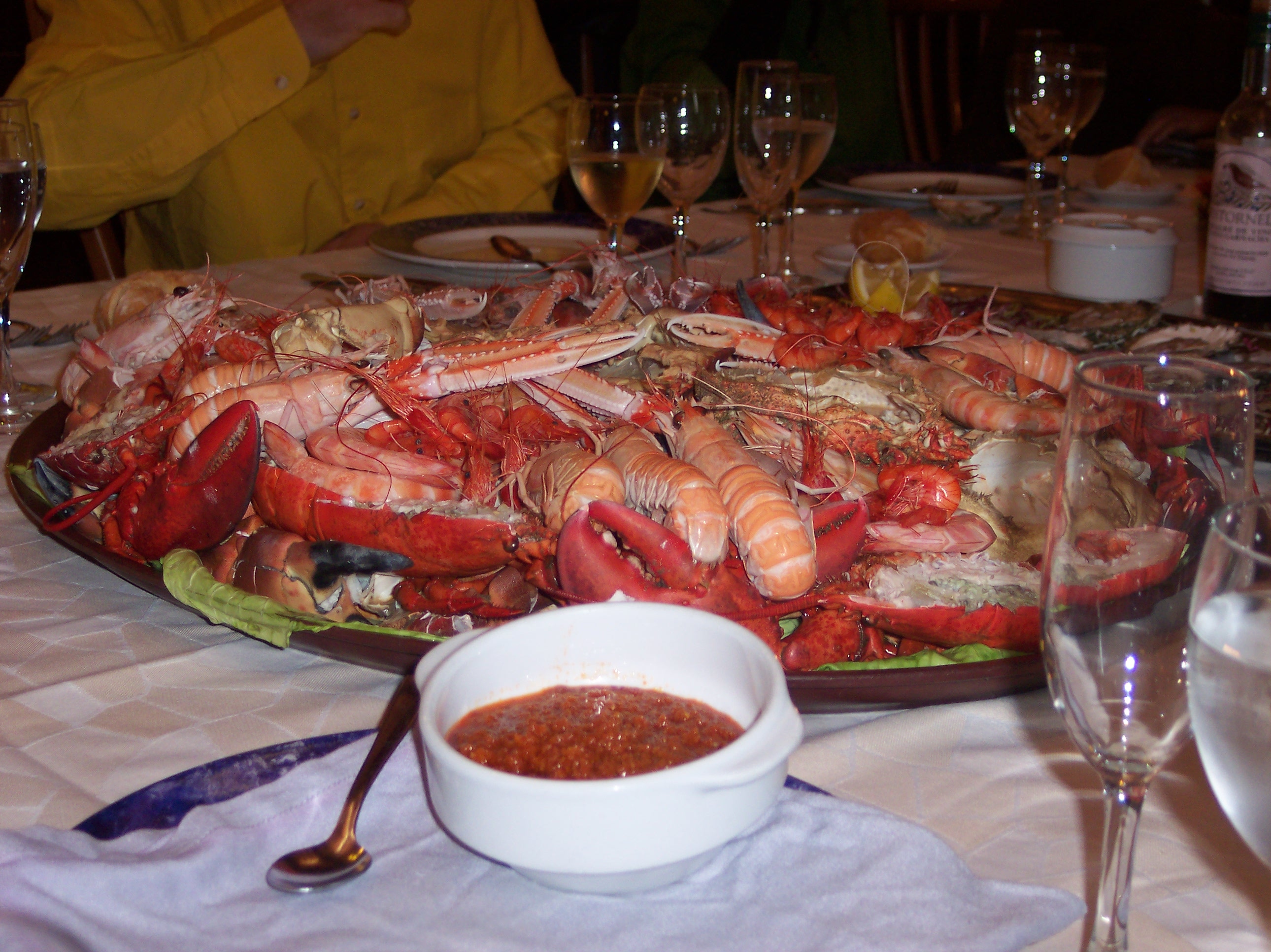
Mariscada.

Hormis les fruits de mer et les tapas, la cuisine galicienne est connue pour ses mets abondants et roboratifs, composés de viandes et de légumes.
Traditionnellement, ce sont :
- la caldeirada, soupe de poisson semblable à la bouillabaisse
- le caldo gallego, bouillon galicien
- le chorizo con cachelos, chorizo aux pommes de terre
- le churrasco, grillade de viandes ou poulet
- le cocido gallego, pot-au-feu galicien
- les coquilles Saint-Jacques à l'albariño (vieiras al Albariño)
- l’empanada gallega, tourte galicienne
- le lacón con grelos, épaule de porc aux fanes de navet
- la mariscada, plat de fruits de mer
- le pulpo a feira, poulpe à la galicienne

## Produits typiques

### Charcuterie
Il en existe de toutes sortes : le chorizo et sa variante régionale le criollo, le jambon, le lacón, la androlla, le botelo ainsi que tous les produits à base de porc. Une particularité galicienne : le sang de porc fait aussi partie de la tradition culinaire de la région. Il est utilisé lors des fêtes de San Martiño pour faire des crêpes (appelées filloas de sangre).

### Piments de Padrón
Célèbres dans toute l'Espagne, ces petits piments sont servis en tapas ou comme accompagnement lors d'un repas. Originaires de la ville de Padrón, dans la province de La Corogne, ils sont cuits et servis saupoudrés de gros sel. Selon un refrain populaire galicien, « certains piquent… et d'autres non ».

### Pain de Cea
Originaire de San Cristovo de Cea, dans la province de Orense, c'est un pain renommé et très apprécié en Galice.

### Fromages et desserts

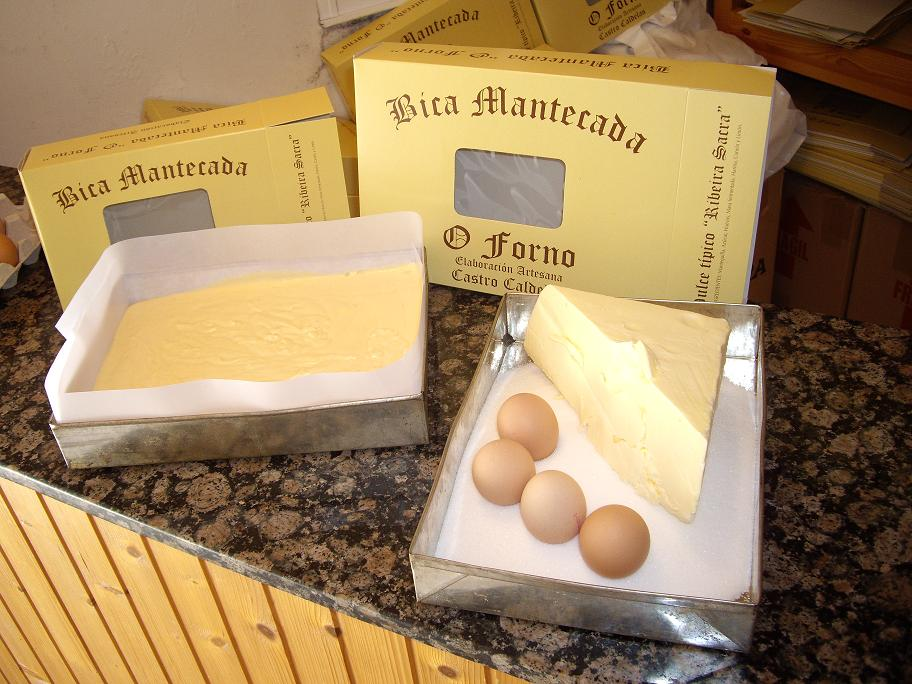
Bica.

Parmi les fromages, la cuisine galicienne compte : le fromage d'Arzua-Ulloa, dont la variété la plus célèbre est le queixo de tetilla, le queixo de San simón, originaire de la province de Lugo, et le queixo do Cebreiro.
Pour les desserts, elle compte les almendrados d’Allariz (à base d'amandes pilées, d'œuf et de sucre), les filloas (crêpes), la bica (dessert d'Orense). La châtaigne est un fruit traditionnel des fêtes du Magosto, la Toussaint galicienne. Le miel de Galice, miel toutes fleurs, est un miel monofloral d'eucalyptus, de châtaignier, de ronce ou de bruyère. La tarta de Santiago est une tarte de Saint-Jacques. On peut aussi compter parmi les desserts la tarte de Mondoñedo.

## Boissons

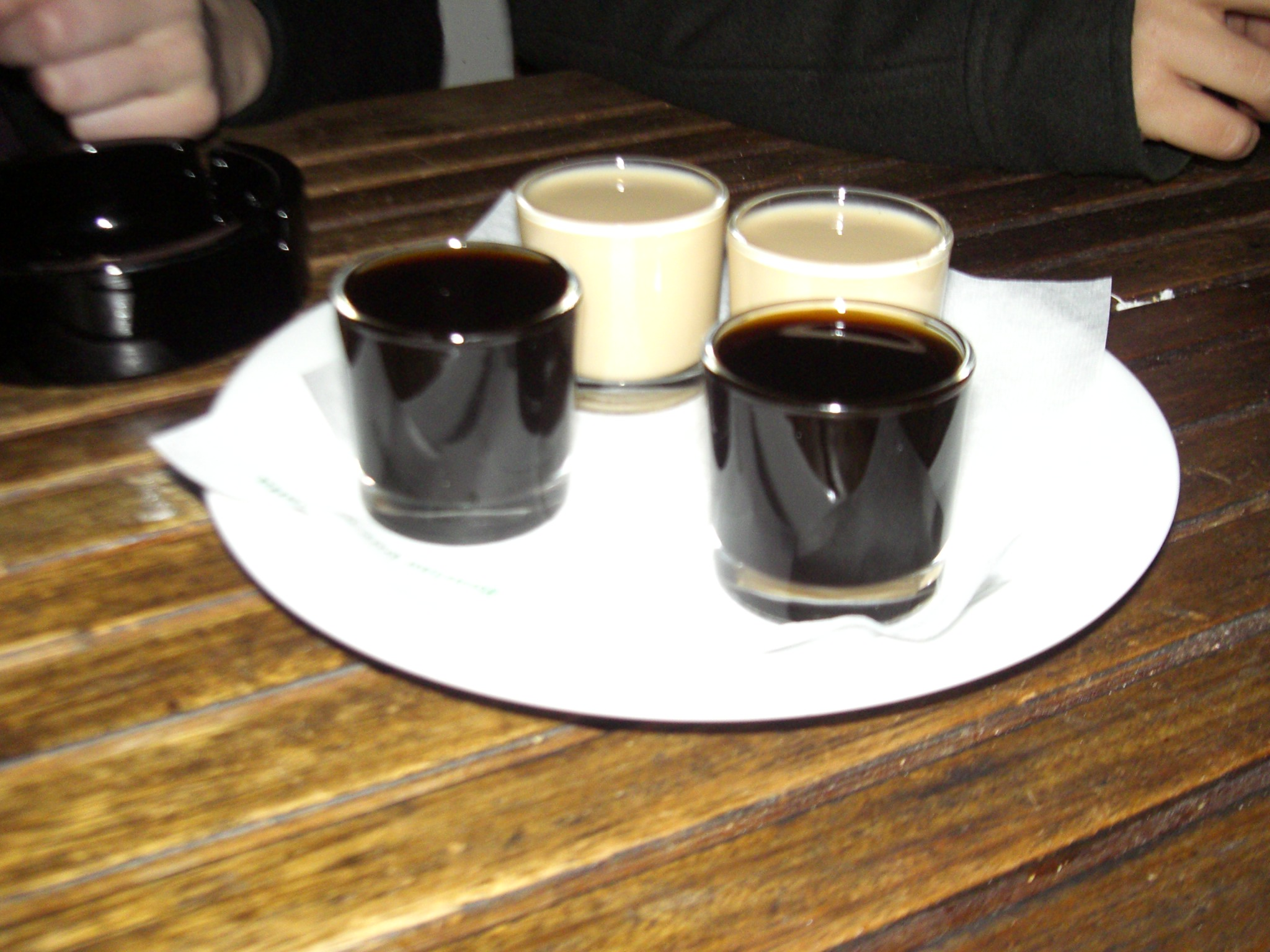
Liqueur de café (premier plan) et crème de orujo (alcool de peaux de raisin) blanc (second plan)

Parmi les vins, on peut compter : le Rías Baixas, et son Albariño, le Ribeiro, le Ribeira Sacra, le Monterrei et le Valdeorras.
Parmi les alcools, l’aguardiente, de l'eau-de-vie qui existe en plusieurs versions (blanc, avec herbes, etc.), et la liqueur de café (très populaire). La queimada est un mélange d'aguardiente, de sucre, de zeste de citron et de grains de café ; boisson typique lors des fêtes. Le cidre galicien, moins connu que son cousin asturien, est seulement commercialisé par la marque Manzanova.
Les bières : l’Estrella Galicia, une bière blonde, symbole de la région ; la 1906, une variante de la première, plus foncée et alcoolisée.